# 沙泽勒 (康塔尔省)
沙泽勒（法語：Chazelles，法語發音：[ʃazɛl]）是法国康塔尔省的一个市镇，属于圣弗卢尔区。

## 地理
沙泽勒（45°6'13"N, 3°20'11"E）面积6.28 平方千米，位于法国奥弗涅-罗讷-阿尔卑斯大区康塔爾省，该省份为法国中南部省份，位于法國中央高原中心，北起科雷兹省、上盧瓦爾省和多姆山省，西接洛特省和科雷兹省，南至阿韦龙省和洛特省，东临上盧瓦爾省和洛泽尔省。
与沙泽勒接壤的市镇（或旧市镇、城区）包括：拉雅德、阿利、沙斯泰勒、克龙斯、圣奥斯特勒穆瓦纳。

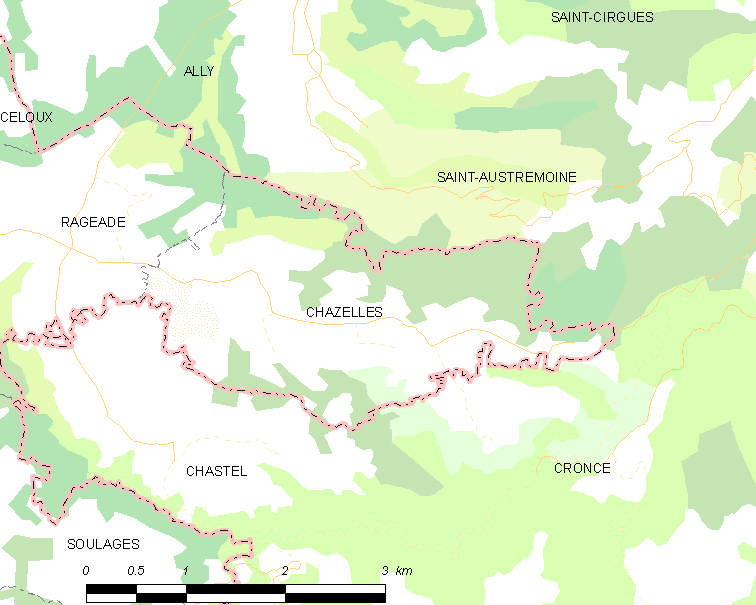
的OSM定位图

沙泽勒的时区为UTC+01:00、UTC+02:00（夏令时）。

## 行政
沙泽勒的邮政编码为15500，INSEE市镇编码为15048。

## 政治
沙泽勒所属的省级选区为特吕耶尔河畔讷韦格利斯县。

## 人口

1962-2008年间人口变化图示

沙泽勒于2022年1月1日时的人口数量为33人。